# Laurence Langen
Pour les articles homonymes, voir Happart.
Laurence Langen, née à Genk le 7 avril 1994, est élue Miss Belgique 2014. Elle est la cinquième Miss Belgique depuis 1968 provenant de la province du Limbourg.

## Biographie
Laurence Langen étudie le droit à la Haute école-Université de Bruxelles. 
Le 11 janvier 2014, elle est élue Miss Belgique 2014 mais peu de temps après l'élection, de nombreux Belges accusent la société Miss Belgique de tricheries et de votes truqués. 
Peu de temps avant la fin de son règne, on apprend que Laurence Langen refuse de représenter son pays aux prestigieux concours Miss Monde et Miss Univers. Elle est alors remplacée par sa première dauphine, Anissa Blondin.